# Tlatoani
Tlatoani (auch tlahtoāni; Plural: tlatoque) ist ein aztekischer Herrschaftstitel. Ursprünglich bezeichneten die Mexica, wie sich die Azteken selbst nannten, aber auch andere Nahua-Stämme einschließlich der Pipil in Cuzcatlan (heute El Salvador), ganz allgemein den Herrscher eines Reichs als tlatoani. Ihre eigenen Herrscher nannten sie huey tlatoani (auch hueyi tlatoani oder uei tlatoani). Mit ihrem Aufstieg verengte sich diese Bedeutung jedoch zunehmend und wurde nun in erster Linie für die Herrscher der Aztekenmetropole Tenochtitlán gebraucht.

## Sprachliches
Im Nahuatl, der Sprache der Azteken, bedeutet tlatoani so viel wie „der, der spricht“, „der, der gebietet“ oder „der, der regiert“. In diesem Begriff spiegelt sich die große Bedeutung wider, die die Azteken der Rede beimaßen – für „Regieren“ und „Sprechen“ kannte ihre Sprache nur ein Wort. Das Adjektiv huey bedeutet „groß“. Folglich findet sich häufig als Übersetzung des Herrschertitels huey tlatoani auch „Verehrter Sprecher“ oder „Großer Sprecher“.
Nach der spanischen Eroberung Lateinamerikas bürgerte sich – nicht ganz korrekt – „Aztekischer Imperator“ oder „Aztekischer Kaiser“ als Bezeichnung für die Aztekenherrscher ein.

## Funktion und Aufgaben
Der tlatoani war Regierungschef, Oberbefehlshaber der Streitkräfte und Hohepriester in Personalunion. Gemeinsam mit dem cihuacóatl – der in erster Linie für die inneren Angelegenheiten und das Gerichtswesen zuständig war und bei bestimmten Gelegenheiten den tlatoani vertrat – repräsentierte er die oberste Staatsmacht.
Der tlatoani wurde – ebenso wie der cihuacóatl – von Mitgliedern des aztekischen Erbadels (pipiltin) ernannt. Um in die nähere Wahl zu kommen, musste sich der potenzielle Anwärter zuvor im Krieg bewährt haben. Auf diese Weise sollte sichergestellt werden, dass der Amtsträger über die erforderlichen Führungsqualitäten verfügte. Der Titel wurde auf Lebzeiten verliehen und war – anders als bei vielen anderen Kulturen des präkolumbischen Mesoamerika – nicht erblich. Dennoch blieb das Amt praktisch innerhalb einer einzigen Familie: Alle tlatoque von Tenochtitlán stammten vom ersten gewählten Aztekenherrscher Acamapichtli (1376–1395) ab, der daher allgemein auch als Begründer der Aztekendynastie gilt.
Trotz seiner Ämterfülle regierte der tlatoani nicht als Alleinherrscher. Seine Beschlüsse mussten von einem Ältestenrat gebilligt werden. Er traf sich täglich mit Ältesten, Priestern und militärischen Befehlshabern der verschiedenen Einheiten (Calpulli), um gemeinsam mit ihnen die Regierungsgeschäfte zu beraten.
Kennzeichnend für die Lebensführung eines tlatoani war u. a. die Polygamie – ein Privileg, das den höchsten Vertretern der Adelskaste vorbehalten war, um möglichst viele Blutsverwandte zu generieren – sowie ein ostentativ zur Schau gestellter Luxus.

## Dietlatoquevon Tenochtitlán

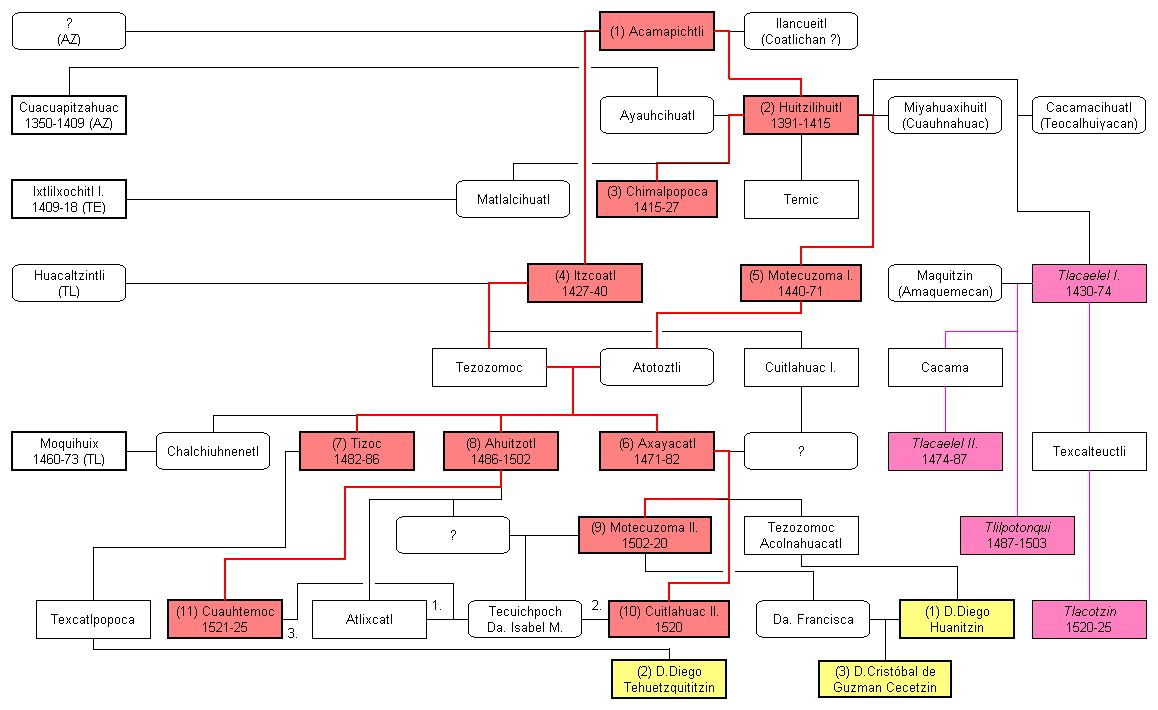
Genealogie der Herrscherfamilie von Tenochtitlan (gerundeter Rahmen = Frauen). Rosa: tlatoque, violett: Cihuacoatl, gelb: kolonialzeitliche tlatoque aus der Herrscherfamilie. Verwandtschaftsbezeichnungen zu anderen Ort: AZ = Azcapotzalco, TE = Tetzcoco, TL = Tlatelolco

In der vorkolonialen Zeit gab es elf tlatoque von Tenochtitlán. Die reale Existenz des oft als erster tlatoani bezeichneten Ténoch, des legendären Gründers und Namensgebers der Stadt, ist umstritten. Der letzte unabhängige tlatoani, Cuauhtémoc, wurde nach Abschluss der spanischen Eroberung Mexikos am 28. Februar 1525 auf Befehl von Hernán Cortés wegen (angeblichen) Hochverrats hingerichtet. Hiernach setzten die Spanier noch sieben tlatoque ein, fünf davon aus der alten Dynastie von Tenochtitlán, die jedoch keine politische Macht mehr ausübten.

### Aufzählung
1. Acamapichtli († 1391), 1371–1391 Tlatoani
2. Huitzilíhuitl († 1417), 1391–1417 Tlatoani
3. Chimalpopoca († 1427), 1417–1427 Tlatoani
4. Itzcóatl († 1440), 1427–1440 Tlatoani
5. Motēcuhzōma Ilhuicamīna (Moctezuma I.) († 1469), 1440–1469 Tlatoani
6. Axayacatl († 1482), 1469–1482 Tlatoani
7. Tízoc († 1486), 1482–1486 Tlatoani
8. Auítzotl († 1502), 1486–1502 Tlatoani
9. Motēcuhzōma Xōcoyōtzin (Moctezuma II.) († 1520), 1502–1520 Tlatoani
10. Cuitláhuac († 1520), 1520 Tlatoani
11. Cuauhtémoc († 1525), 1520–1525 Tlatoani
12. Diego Velázquez Tlacotzin († 1526), 1520–1525 Cihuacóatl; 1525–1526 von Cortés eingesetzter Tlatoani
13. Andrés de Tapia Motelchiuh, 1526–1530 Gouverneur von Tenochtitlan, in Ermangelung fürstlicher Abstammung nicht als Tlatoani i. e. S. anerkannt
14. Pablo Xochiquentzin, 1532–1536 Gouverneur von Tenochtitlan, in Ermangelung fürstlicher Abstammung nicht als Tlatoani i. e. S. anerkannt
15. Diego de Alvarado Huanitzin, 1539–1541 Tlatoani
16. Diego de San Francisco Tehuetzquititzin († 1554), 1541–1554 Tlatoani
17. Cristóbal de Guzmán Cecetzin († 1562), 1557–1562 Tlatoani
18. Luis de Santa María Nanacacipactzin († 1565), 1563–1565 Tlatoani